# تل برافتو
تل برافتو مربوط به دوران‌های تاریخی پس از اسلام است و در شهرستان گناوه، روستای چاه بردی واقع شده و این اثر در تاریخ ۷ مهر ۱۳۸۱ با شمارهٔ ثبت ۶۵۰۴ به‌عنوان یکی از آثار ملی ایران به ثبت رسیده است.